# Tipula (Lunatipula) magnicauda
Tipula (Lunatipula) magnicauda is een tweevleugelige uit de familie langpootmuggen (Tipulidae). De soort komt voor in het Palearctisch gebied.